# Verrucaria tectorum
Verrucaria tectorum är en lavart som först beskrevs av A. Massal., och fick sitt nu gällande namn av Körb. Verrucaria tectorum ingår i släktet Verrucaria och familjen Verrucariaceae.  Arten är reproducerande i Sverige. Inga underarter finns listade i Catalogue of Life.